# 女性市民
『女性市民』（じょせいしみん、La Citoyenne）は、フランスのジャーナリスト、作家、フェミニストのユベルティーヌ・オークレールが女性解放運動の一環として1881年に創刊した新聞である。第1号は1881年2月13日に刊行され、1891年に廃刊となった。

## 概要

### 歴史
ユベルティーヌ・オークレール (1848-1914) は、「フランスのサフラジェット」と呼ばれた女性参政権運動家である。彼女は、彼女が後に「フェミニズムの父」と称えることになる自由思想家・ジャーナリストのレオン・リシェ (1824-1911) が、フェミニストで世界初の女性フリーメイソン会員マリア・ドレーム (1828-1884) とともに創刊した『女性の権利』紙に寄稿していたが、ドレームらの穏健派フェミニストが参政権運動を行うにはまだ機が熟していないと考えていたのに対して、オークレールは参政権のほかすべての権利における「男性市民」との平等を主張し、『女性市民』紙を立ち上げた。

### 新聞名の由来・フェミニズム史における重要性
「女性市民」という言葉は、オランプ・ド・グージュが、1789年のフランス人権宣言（人間と市民の権利の宣言）および1791年憲法における「人間」と「市民」が男性および男性市民を表わすことに抗議して発表した『女性および女性市民の権利宣言』において用いたフェミニズム史上重要な概念であるが、オークレールの新聞名は、彼女に大きな影響を与えたヴィクトル・ユーゴーの「男性市民が存在し、女性市民は存在しない。野蛮な国家だ。こういう国家は廃止されなければならない」という言葉によるものである。
これ以前にも、女性解放運動家のウジェニー・ニボワイエ (1796-1883) の『女性の助言者』紙や『女性の声』紙、デジレ・ゲーとジャンヌ・ドロワンの『自由な女性』紙など多くのフェミニズム新聞が刊行され、とりわけ、『女性の声』紙は「1848年の女性たち」の運動の機関紙として、フランスのフェミニズムにおいて重要な新聞だが、これらはいずれも短命に終わり、『女性の声』紙以外は読者も限られていた。『女性市民』紙は女性だけでなく男性も対象とする新聞であり、男性も寄稿した。主な寄稿者に、画家・彫刻家のマリ・バシュキルツェフ、女性初の調査報道記者セヴリーヌらがいる。オークレールは編集長として社説を本名で、他の記事はジャンヌ・ヴォワトゥーの筆名で執筆した。

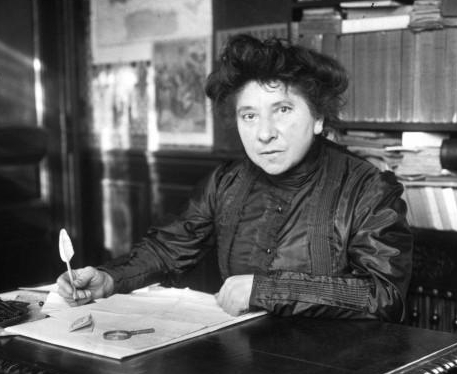
ユベルティーヌ・オークレール (1910年)

1888年にオークレールが夫の転勤に伴ってフランス領アルジェリアに移住すると（彼女はアルジェリアでも現地の女性たちのために闘い、『アルジェリアにおけるアラブ人女性』を著した）、同じ女性解放運動家のマリア・マルタンが代理編集長に就任した。1891年、オークレールは『女性市民』紙を続けることが経済的に困難になったため、マリア・マルタンがこれを引き継ぎ、紙名を『女性紙』に変更。『女性市民』紙は実質的に廃刊となった。この後、1897年にマルグリット・デュラン (1864-1936) が本格的なフェミニズム新聞『ラ・フロンド』を創刊することになる。
『女性市民』紙は、1932年に設立された「マルグリット・デュラン図書館」（パリ市立図書館）が所蔵している。